# Josef Fischer (acteur)
Pour les articles homonymes, voir Joseph Fischer et Fischer.
Josef Fischer (né le 8 mai 1874; mort le 1er novembre 1926  à Stockholm) était un acteur suédois.

## Filmographie
- 1918 : Leur premier né (Thomas Graals bästa barn) de Mauritz Stiller
- 1920 : Autour d'un cœur (it) (Gyurkovicsarna) de John W. Brunius
- 1920 : Le Maître de Boda (it) (Bodakungen) de Gustaf Molander
- 1925 : Charles XII (Karl XII) de John W. Brunius
- 1926 : Les Récits de l'enseigne Stål (sv) (Fänrik Ståls sägner) de John W. Brunius